# Municipio (stacja metra)
Municipio – stacja metra w Neapolu, na Linii 1 (żółtej). 
Znajduje się na Piazza del Municipio i obsługuje dzielnicę San Ferdinando.
Stacja została otwarta 23 marca 2015.